# Ghasem Hadadifar
Ghasem Hadadifar (Teheran, 12 luglio 1983) è un allenatore di calcio ed ex calciatore iraniano, di ruolo centrocampista.

## Carriera

### Club
Ha giocato nella massima serie iraniana con Zob Ahan Isfahan e Tractor Sazi.

### Nazionale
Ha esordito in nazionale nel 2010.